# Circuit de Pau-Ville
Der Circuit de Pau-Ville ist eine temporäre 2760 Meter lange Motorsport-Rennstrecke in der Innenstadt von Pau in Südwest-Frankreich, auf der der Grand Prix de Pau ausgetragen wird. Die Unterscheidung „Ville“ (Stadt) wurde hinzugefügt, seit in gut 20 km Entfernung von der Stadt die permanente Test- und Rennstrecke Circuit Pau-Arnos existiert.

## Geschichte
Bereits 1900 und 1901 fanden auf einem über 300 km langen Straßenkurs rund um Pau Automobilrennen statt. Dieser Grand Prix du Pau war das erste Rennen überhaupt das die Bezeichnung Grand Prix erhielt. Danach gab es erst 1930 auf einem 15,8 km langen Dreieckskurs Grand Circuit permanent de Pau mit dem Große Preis von Frankreich für Automobile und der Große Preis der U.M.F. für Motorräder wieder Rennen in Pau.
Der Stadtkurs Circuit de Pau-Ville wurde erstmals im 1933 eingerichtet und wird im Uhrzeigersinn befahren. Im Verlaufe seiner Geschichte wurde die Streckenführung mehrfach geändert. Die Strecke gilt als ältester in seiner ursprünglichen Form genutzter Stadtkurs der Welt.

## Veranstaltungen

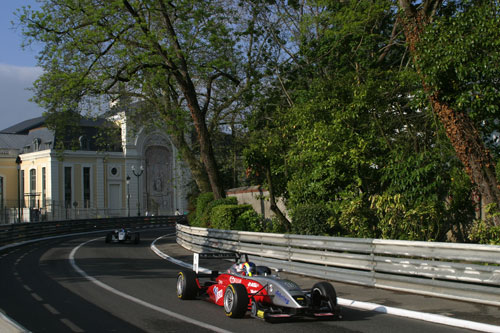
Formel 3 auf dem Circuit de Pau (2005)

Bis 1963 wurden in Pau elf Formel-1-Rennen ausgetragen, die nicht zur Weltmeisterschaft zählten. Danach fanden bis 1998 Rennen der Formel 2 und der Formel-3000-Europameisterschaft statt. Ab 1999 wurden internationale Formel-3-Läufe ausgetragen. Von 2007 bis 2009 war die Tourenwagen-Weltmeisterschaft zu Gast.
2024 wurde der GP in Pau wegen der olympischen Spiele in Paris abgesagt. 
In den letzten Jahren hat sich mit dem GP de Pau Historique eine zweite Veranstaltung für historische Fahrzeuge etabliert, die entweder am Wochenende vor oder nach dem Hauptrennen ausgetragen wird und sich zu einem der Höhepunkte des historischen Rennkalenders entwickelt hat.